# Sisley
Sisley je francouzská módní značka a oděvní firma, sídlící v Paříži ve Francii.
V roce 1974 se stala členem Benetton Group S.p.A V současnosti je to jedna z největších módních firem na světě. Společnost má téměř 900 prodejen po celém světě.

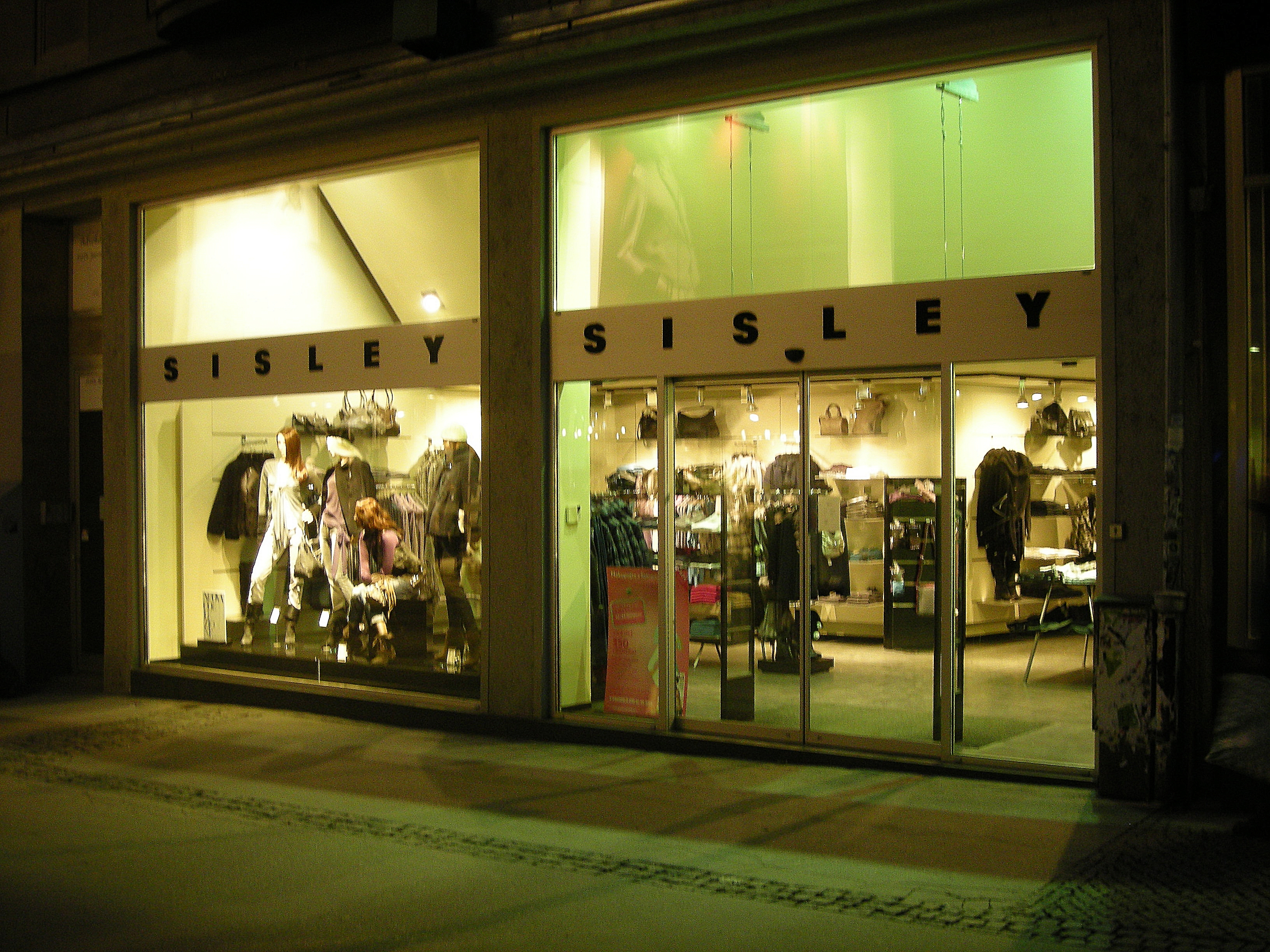
Prodejna Sisley na České ulici v Brně

## Historie
Historie Sisley sahá až do roku 1968, kdy byla v Paříži vydávána první kolekce s názvem Denim. Známost značky se rychle rozrůstá a po celém světě se Sisley stává víc a víc oblíbenou. V roce 1974 byla firma oficiálně odkoupena italskou firmou United Colors of Benetton. V roce 1996 došlo k výrazné změně loga firmy. Do té doby Sisley používala firemní logo červeno-zlaté. To bylo změněno na jednodušší, ovšem více elegantní bílý nápis na černém podkladě.
Sisley vyrábí kromě oblečení (především pro mladé lidi) také kabelky, sluneční brýle, opasky. Společnost se stala známou především tím, že ve svých začátcích navrhovala své kolekce, na rozdíl od tehdejší pařížské módy, více modernější. I v současné době se návrháři snaží přiblížit oděvy co nejvíce k současnosti.
V Česku lze výrobky značky Sisley v prodejnách United Colors of Benetton, nebo ve značkové prodejně v Brně.